# 1968年夏季奥林匹克运动会肯尼亚代表团
1968年夏季奥林匹克运动会肯尼亚代表团是肯尼亚派出的1968年夏季奥林匹克运动会代表团。